# Little Rock Central High School
Little Rock Central High School (LRCHS) est une école secondaire située à Little Rock, dans l'État de l'Arkansas aux États-Unis. 
L'école est située à l'intersection des rues Daisy L. Gatson Bates Drive et Park Street. En 2009, elle accueille environ 2 422 étudiants de la neuvième à la douzième année,.
Depuis 2002, la directrice de l'école est Nancy Rousseau.
LRCHS est surtout connue pour avoir été le lieu d'un combat pour l'accès aux études des neuf de Little Rock lors du mouvement afro-américain des droits civiques.

## Histoire
La Little Rock Senior High School est construite en 1927 au coût de 1,5 million de dollars américains ($US). Elle est reconnue comme la plus chère, la plus belle et la plus grande école secondaire du pays et attire environ 20 000 personnes lors de son ouverture.
Dans les années 1950, elle devient un point central du mouvement afro-américain des droits civiques. En 1957, neuf étudiants afro-américains, appelés les « neuf de Little Rock », se font interdire l'entrée de l'école, malgré l'arrêt Brown v. Board of Education (1954) de la Cour suprême des États-Unis ordonnant l'intégration raciale dans les écoles publiques. La situation entraîne le gouverneur de l'Arkansas Orval Faubus et le président des États-Unis Dwight D. Eisenhower dans une épreuve de force et prend une tournure internationale.
Le matin du 23 septembre 1957, les neuf de Little Rock font face à environ 1 000 étudiants blancs en colère en face de l'école. Alors que les neuf sont escortés à l'intérieur par la police de Little Rock, la violence éclate. Ils sont alors évacués de l'école. Le jour suivant, le président Eisenhower ordonne aux 1 200 hommes de la 101e division aéroportée d'escorter les neuf étudiants dans l'école. Il retire également au gouverneur le contrôle de la Garde nationale de l'Arkansas (en). 
L'événement, suivi dans le monde entier, fut le premier véritable test de l'arrêt Brown v. Board of Education. L'Arkansas devint un exemple de résistance massive (en) à la déségrégation suivant l'arrêt Brown v. Board of Education. Bien que, dans cette affaire, Eisenhower ait violé le Posse Comitatus Act, la Cour suprême, dans l'arrêt Cooper v. Aaron (en) (1958), cautionne indirectement le geste, qui n'a cependant jamais été expressément revu.